# 萧余里也
萧余里也（?—?），汉名萧德良，小字訛都碗，辽国（契丹）外戚，国舅蕭阿剌次子，萧德温之弟。
辽兴宗重熙年間，以外戚任用。辽道宗清寧初年，補任祗候郎君，迎娶鄭国公主为妻，任駙馬都尉。累進南面林牙。父阿剌被蕭革进讒言，余里也左遷奉先軍節度使。清寧10年（1064年）冬，召還为北面林牙。
咸雍年間，余里也一族蕭朮哲被誣告计划殺害耶律乙辛，余里也出为寧遠軍節度使。後余里也投靠乙辛，被推薦为国舅詳稳。太康2年（1076年）六月，封遼西郡王。太康三年（1077年）五月，乙辛引余里也为北府宰相，兼知契丹行宮都部署事。六月，乙辛誣告皇太子耶律濬，余里也在其中帮助乙辛。閏十二月，知北院枢密事，賜推誠協賛功臣的称号。余里也的姪女嫁给了乙辛之子耶律綏也。太康五年（1079年）正月，乙辛左遷知南院大王事，余里也因为是乙辛之党而倒台，免为天平軍節度使归邸。六月，任西北路招討使。後因母丧辞官，去世。

## 延伸阅读
[在维基数据编辑]
 《遼史·卷111》，出自脱脱《遼史》